# Котчефф, Тед
Уильям Теодор (Тед) Котчефф (англ. William Theodore «Ted» Kotcheff; имя при рождении — Величко Тодоров Цочев (болг. Величко Тодоров Цочев), 7 апреля 1931, Торонто — 10 апреля 2025, Нуэво Наярит) — канадский теле-, кинорежиссёр и продюсер, известный фильмами на британском телевидении и режиссурой картины «Рэмбо: Первая кровь».

## Биография
Котчефф родился в Торонто в семье болгарских беженцев, иммигрировавших из области Македонии. При рождении носил фамилию Цочев, которая затем была изменена на более привычную для произношения жителями Северной Америки. Отец Котчеффа родился в Пловдиве, мать выросла в Варне. По окончании колледжа при Торонтском университете по специальности «английская литература» Котчефф в возрасте 24 лет начал свою телевизионную карьеру со вступления в штат Канадской радиовещательной корпорации, когда телевидение в стране во многом было ещё в зачаточном состоянии. Котчефф был самым молодым режиссёром в штате компании, где он проработал два года над «Театр General Motors» и другими шоу до того, как в 1958 году покинул Канаду, чтобы жить и работать в Великобритании.
Котчефф был вдохновлён своим соотечественником Сиднеем Ньюманом, который был драматическим режиссёром в той же корпорации и переехал в Великобританию, чтобы занять аналогичную должность в телекомпании ABC, одной из местных держателей франшизы сети ITV, которая также производила для канала значительную часть программ национальной вещательной сети. В ABC Ньюман руководил популярной драматической программой «Armchair Theatre», и режиссёром этого сериала он устроил Котчеффа, который сделал несколько постановок между 1958 и 1960 годами.

## Личная жизнь
Котчефф жил в Беверли-Хиллз со своей женой Лэйфан и двумя детьми — Александрой и Томасом (род. 14 октября 1988 года). Томас стал пианистом и композитором. У него также есть трое детей от прежнего брака с актрисой Сильвией Кэй: Аарон, Катрина и Джошуа.
В 2016 году Котчефф получил гражданство Болгарии.
Тед Котчефф являлся вегетарианцем.

### Смерть
Уильям Теодор Котчефф умер от сердечной недостаточности в курортном посёлке Нуэво-Наярит, штате Наярит, государстве Мексика, 10 апреля 2025 года, через три дня после своего 94-го дня рождения.

## Фильмография

### Кинорежиссура
- 1962 — «Тиара Таити»
- 1965 — «Роскошная жизнь[англ.]»
- 1969 — «Два джентльмена делятся»
- 1971 — «Опасное пробуждение»
- 1974 — «Билли-две шляпы»
- 1974 — «Воспитание Дадди Кравица» («Золотой медведь» Берлинского кинофестиваля)
- 1977 — «Забавные приключения Дика и Джейн»
- 1978 — «Кто убивает великих европейских поваров?»
- 1979 — «Северный Даллас Сорок»
- 1982 — «Рэмбо: Первая кровь»
- 1982 — «Раздвоение личности»
- 1983 — «Редкая отвага»
- 1985 — «Джошуа тогда и теперь»
- 1988 — «Переключая каналы»
- 1989 — «Суровые люди»
- 1989 — «Уикенд у Берни»
- 1992 — «Предки!»
- 1995 — «Стрелок»

### Телережиссура
- 1958 — «Андеграунд»
- 1959 — «Трамваи до Лайм-стрит не ходят»
- 1960 — «После похорон»
- 1960 — «Лена, о моя Лена»
- 1967 — «Голос человека»
- 1971 — «Эдна, пьяная женщина»
- 1993 — «Дневники Красной Туфельки 3: Чужая помада»
- 1993 — «Для чего нужны семьи?»
- 1994 — «Любовь в бегах»
- 1995 — «Дневники Красной Туфельки 5: Абонемент на выходные»
- 1995 — «Семья полицейских»
- 1996 — «Муж, жена и любовник»
- 1997 — «Семья напрокат»
- 1998 — «Бадди Фаро»
- 1999 — «Преступление в Коннектикуте: История Алекс Келли»
- 1999 — «Закон и порядок: Специальный корпус»

### Актёр
- 1989 — «Уикенд у Берни» — Джек Паркер, отец Ричарда
- 2003 — «Афера Стивена Гласса» — Марти Перец